# Aposites pubicollis
Aposites pubicollis là một loài bọ cánh cứng trong họ Cerambycidae.